# Чарторийск
Чарторийск, также Черторийск, Чарторыйск, Черторыйск (укр. Старий Чорторийськ; до 2021 года — Старый Чарторийск) — село в Маневичской поселковой общине Камень-Каширского района Волынской области Украины, бывшее местечко Луцкого уезда Волынской губернии, расположенное над рекой Стыр.

## История
Древний Черторыеск упоминается в летописи под 1100 годом, когда его получил Давыд Игоревич. Судя по археологическим данным, Черторыйский детинец был возведён в XI веке. В 1228 году Черторыеск достался в удел Даниилу Галицкому, но вскоре перешел к пинским князьям. С середины XV века до 1601 года — родовое владение князей Чарторыйских, от которого образована их фамилия.
Город стал объектом боевой операции в октябре 1915 г.
В октябре 2021 года, в соответствии с постановлением Верховной рады Украины, село было переименовано в Чарторийск

## Костёл

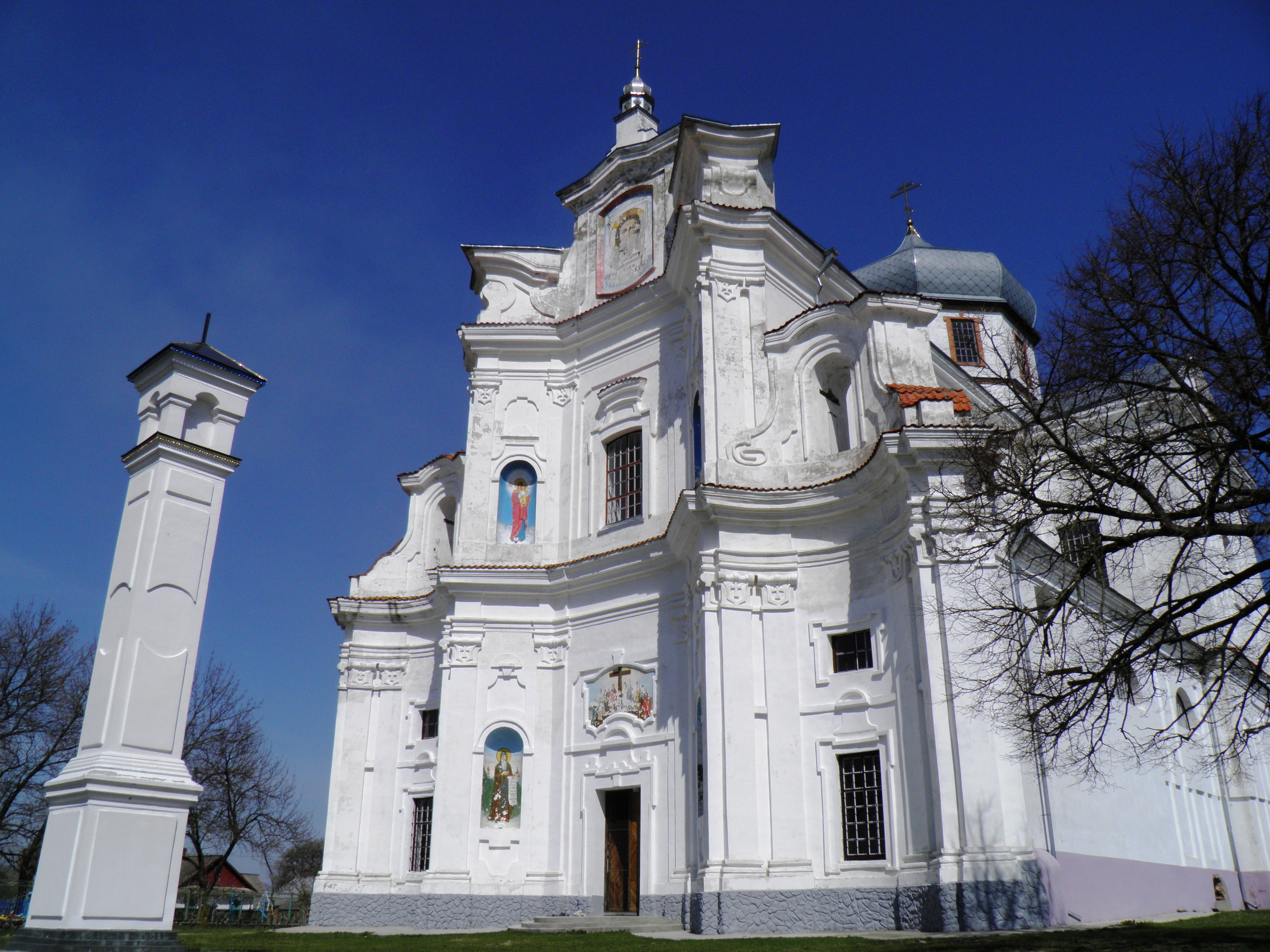
Доминиканский костёл (ныне — Крестовоздвиженский собор)

В селе находится выдающийся памятник архитектуры — Доминиканский костёл св. Иосифа, один из самых ценных шедевров барокко на Волыни, построенный в 1741—1753 гг. Проект костёла принадлежит выдающемуся архитектору Павлу Гижицкому.

## Известные уроженцы
- Антон Денисович Бутейко — украинский дипломат
- Иван Сокол — Герой Советского Союза
- Роза Фридман — американский экономист
- Аарон Директор — американский экономист, один из основателей общества «Мон Пелерин», брат Розы Фридман.

## Примечание
Возможно, название города происходит от «черторыя», что означает «огромный и глубокий овраг»..